# Liliam Cuenca González
Liliam Cuenca González (La Habana, Cuba; 25 de junio de 1944) es una artista cubana.
Realizó estudios en 1974 en la Escuela Nacional de Artes Plásticas "San Alejandro", La Habana.

## Exposiciones individuales
- 1978 "Museo Nacional de Bellas Artes", La Habana, Cuba
- 1990 "Ridel Gqllery", Puerto Rico.
- 1995 "Metro Dade Cultural Resource Center". Miami, Florida, EE. UU.

## Exposiciones colectivas
- 1973 III Salón Nacional Juvenil de Artes Plásticas, Museo Nacional de Bellas Artes, La Habana
- 1976 VI Salón Nacional Juvenil de Artes Plásticas, Museo Nacional de Bellas Artes, La Habana, Cuba
- 1983 Museo Ayacucho, Cumaná, Venezuela.
- 1984 Museo de Arte La Rinconada, Caracas, Venezuela.
- 1989 Museum of Art, Fort Lauderdale, Florida, EE. UU.
- 1996 The Housatonic Museum of Art, Bridgeport, Connecticut, EE. UU.

## Premios
- 1979 Primer Premio en Calcografía. 1.ª. Trienal de Grabado Víctor Manuel. Galería de La Habana, Cuba.

- Datos: Q5976344